# Эшли-Лассен, Наполеон
Наполеон Эшли-Лассен (англ. Napoleon Yaovi Richard Ashley-Lassen, род. 29 марта 1934, Порт-Харкорт) — начальник штаба обороны Вооружённых сил Ганы. Он также дважды был начальником штаба ВВС Ганы. Он также был членом Совета национального освобождения, сформированного после свержения правительства Бусиа в 1972 году.

## Карьера
Эшли-Лассен родился в Порт-Харкорте, Нигерия, в 1934 году. Он был призван в армию Ганы. Одно время он служил пилотом, переправлявшим ганские войска в Демократическую Республику Конго и обратно во время тамошних учений Организации Объединённых Наций по поддержанию мира. Он был назначен начальником штаба авиации в 1968 году, когда у власти находилось военное правительство Совета национального освобождения. Он служил второй короткий срок с декабря 1971 года по январь 1972 года. После свержения правительства Бусиа 13 января 1972 года он был назначен начальником штаба обороны и занимал эту должность до декабря 1974 года.

## Политика
После государственного переворота 13 января 1972 года, возглавляемого тогдашним полковником Ачампонгом, он был назначен членом правящего военного правительства Совета национального освобождения.